# Ägyptische Patriotische Bewegung
Die Ägyptische Patriotische Bewegung (arabisch حزب الحركة الوطنية المصرية, DMG Ḥizb al-Ḥarakat al-Waṭaniyya al-Miṣriyya; englisch Egyptian Patriotic Movement) ist eine ägyptische Partei, die am 24. September 2012 durch den ehemaligen Präsidentschaftskandidaten und Ex-Mitglied der Nationaldemokratischen Partei in Ägypten, Ahmed Schafik, gegründet wurde.
Zu den prominentesten Parteigründern der Ägyptischen Patriotischen Bewegung zählen der Soziologe und Menschenrechtsaktivist Saad Eddin Ibrahim sowie der ehemalige Vizechef der Partei der Freien Ägypter, Mohammed Abu Hamed.